# Distrato
Distrato (in greco Δίστρατο?, in arumeno Briaza) è una ex comunità della Grecia nella periferia dell'Epiro (unità periferica di Giannina) con 487 abitanti secondo i dati del censimento 2001.
È stata soppressa a seguito della riforma amministrativa, detta Programma Callicrate, in vigore dal gennaio 2011 ed è ora compresa nel comune di Konitsa.
La località sciistica di Vasilitsa è a 11 km da Distrato.